# Labidochromis

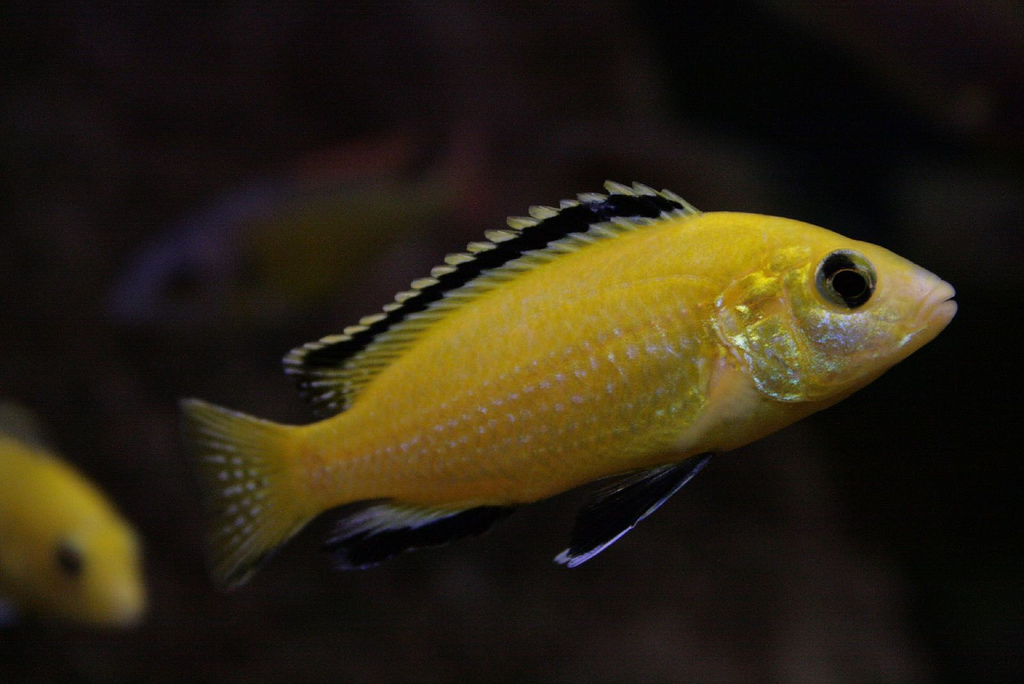
Labidochromis caeruleus

Labidochromis es un género de peces de la familia Cichlidae y de la orden de los Perciformes. Es endémico del lago Malawi en África Oriental.

## Especies
- Labidochromis caeruleus Fryer, 1956 (Blue streak hap)
- Labidochromis chisumulae D. S. C. Lewis, 1982
- Labidochromis flavigulis D. S. C. Lewis, 1982 (Chisumulu pearl)
- Labidochromis freibergi D. S. Johnson, 1974
- Labidochromis gigas D. S. C. Lewis, 1982
- Labidochromis heterodon D. S. C. Lewis, 1982
- Labidochromis ianthinus D. S. C. Lewis, 1982
- Labidochromis lividus D. S. C. Lewis, 1982
- Labidochromis maculicauda D. S. C. Lewis, 1982
- Labidochromis mathotho W. E. Burgess & Axelrod, 1976
- Labidochromis mbenjii D. S. C. Lewis, 1982
- Labidochromis mylodon D. S. C. Lewis, 1982
- Labidochromis pallidus D. S. C. Lewis, 1982
- Labidochromis shiranus D. S. C. Lewis, 1982
- Labidochromis strigatus D. S. C. Lewis, 1982
- Labidochromis textilis M. K. Oliver, 1975
- Labidochromis vellicans Trewavas, 1935
- Labidochromis zebroides D. S. C. Lewis, 1982